# Zahreblea, Zdolbuniv
Zahreblea (în ucraineană Загребля) este un sat în comuna Urvenna din raionul Zdolbuniv, regiunea Rivne, Ucraina.

## Demografie
Componența lingvistică a localității Zahreblea
     Ucraineană (98,48%)
     Rusă (1,52%)
Conform recensământului din 2001, majoritatea populației localității Zahreblea era vorbitoare de ucraineană (98,48%), existând în minoritate și vorbitori de rusă (1,52%).